# Giải vô địch bóng đá thế giới 2006 (Bảng D)
Dưới đây là thông tin chi tiết về các trận đấu trong khuôn khổ bảng D - Giải vô địch bóng đá thế giới 2006, là một trong tám bảng đấu thuộc World Cup 2006. Trận đầu tiên của bảng diễn ra vào ngày 11 tháng 6 năm 2006, và hai trận đấu cuối cùng được đá vào ngày 21 tháng 6.

## Bảng xếp hạng
| VT | Đội        | ST | T | H | B | BT | BB | HS | Đ | Giành quyền tham dự                     |
| -- | ---------- | -- | - | - | - | -- | -- | -- | - | --------------------------------------- |
| 1  | Bồ Đào Nha | 3  | 3 | 0 | 0 | 5  | 1  | +4 | 9 | Giành quyền vào vòng đấu loại trực tiếp |
| 2  | México     | 3  | 1 | 1 | 1 | 4  | 3  | +1 | 4 | Giành quyền vào vòng đấu loại trực tiếp |
| 3  | Angola     | 3  | 0 | 2 | 1 | 1  | 2  | −1 | 2 |                                         |
| 4  | Iran       | 3  | 0 | 1 | 2 | 2  | 6  | −4 | 1 |                                         |

Múi giờ địa phương là UTC+2.

## México v Iran
| México                     | 3–1      | Iran             |
| -------------------------- | -------- | ---------------- |
| Bravo 28', 76' · Zinha 79' | Chi tiết | Golmohammadi 36' |

| México | Iran |

| MÉXICO:                 |    |                    |       |     |
|                         |    |                    |       |     |
| TM                      | 1  | Oswaldo Sánchez    |       |     |
| TrV                     | 5  | Ricardo Osorio     |       |     |
| TrV                     | 4  | Rafael Márquez (c) |       |     |
| TrV                     | 3  | Carlos Salcido     | 90+1' |     |
| RM                      | 16 | Mario Méndez       |       |     |
| TVG                     | 6  | Gerardo Torrado    | 18'   | 46' |
| TVG                     | 8  | Pável Pardo        |       |     |
| LM                      | 14 | Gonzalo Pineda     |       |     |
| RF                      | 19 | Omar Bravo         |       |     |
| TĐ                      | 9  | Jared Borgetti     |       | 52' |
| LF                      | 10 | Guillermo Franco   |       | 46' |
| Vào thay người:         |    |                    |       |     |
| TĐ                      | 7  | Zinha              |       | 46' |
| TV                      | 23 | Luis Ernesto Pérez |       | 46' |
| TĐ                      | 17 | Francisco Fonseca  |       | 52' |
| Huấn luyện viên trưởng: |    |                    |       |     |
| Ricardo Lavolpe         |    |                    |       |     |

| IRAN:                   |    |                     |     |     |
|                         |    |                     |     |     |
| TM                      | 1  | Ebrahim Mirzapour   |     |     |
| HVP                     | 13 | Hossein Kaebi       |     |     |
| TrV                     | 4  | Yahya Golmohammadi  |     |     |
| TrV                     | 5  | Rahman Rezaei       |     |     |
| HVT                     | 20 | Mohammad Nosrati    |     | 81' |
| RM                      | 2  | Mehdi Mahdavikia    |     |     |
| TVG                     | 6  | Javad Nekounam      | 55' |     |
| TVG                     | 8  | Ali Karimi          |     | 62' |
| LM                      | 14 | Andranik Teymourian |     |     |
| TĐ                      | 9  | Vahid Hashemian     |     |     |
| TĐ                      | 10 | Ali Daei (c)        |     |     |
| Vào thay người:         |    |                     |     |     |
| TV                      | 21 | Mehrzad Madanchi    |     | 62' |
| TĐ                      | 15 | Arash Borhani       |     | 81' |
| Huấn luyện viên trưởng: |    |                     |     |     |
| Branko Ivanković        |    |                     |     |     |

| Cầu thủ xuất sắc nhất trận: Omar Bravo (México) Trợ lý trọng tài: Cristiano Copelli (Ý) Alessandro Stagnoli (Ý) Trọng tài thứ tư: Jerome Damon (Nam Phi) Trọng tài thứ năm: Enock Molefe (Nam Phi) |

## Angola v Bồ Đào Nha
| Angola | 0–1      | Bồ Đào Nha |
| ------ | -------- | ---------- |
|        | Chi tiết | Pauleta 4' |

| Angola | Bồ Đào Nha |

| ANGOLA:                 |    |                 |       |     |
|                         |    |                 |       |     |
| TM                      | 1  | João Ricardo    |       |     |
| HVP                     | 20 | Locó            | 45+3' |     |
| TrV                     | 3  | Jamba           | 28'   |     |
| TrV                     | 5  | Kali            |       |     |
| HVT                     | 21 | Delgado         |       |     |
| RM                      | 17 | Zé Kalanga      |       | 70' |
| TVG                     | 8  | André Macanga   | 52'   |     |
| TVG                     | 7  | Figueiredo      |       | 80' |
| TVG                     | 11 | Mateus          |       |     |
| LM                      | 14 | Mendonça        |       |     |
| TĐ                      | 10 | Akwá (c)        |       | 60' |
| Vào thay người:         |    |                 |       |     |
| TĐ                      | 9  | Pedro Mantorras |       | 60' |
| TV                      | 13 | Édson           |       | 70' |
| TV                      | 6  | Miloy           |       | 80' |
| Huấn luyện viên trưởng: |    |                 |       |     |
| Luís Oliveira Gonçalves |    |                 |       |     |

| BỒ ĐÀO NHA:             |    |                   |     |     |
|                         |    |                   |     |     |
| TM                      | 1  | Ricardo           |     |     |
| HVP                     | 13 | Miguel            |     |     |
| TrV                     | 5  | Fernando Meira    |     |     |
| TrV                     | 16 | Ricardo Carvalho  |     |     |
| HVT                     | 14 | Nuno Valente      | 79' |     |
| TVG                     | 8  | Petit             |     | 72' |
| TVG                     | 19 | Tiago             |     | 83' |
| TVC                     | 7  | Luís Figo (c)     |     |     |
| RF                      | 17 | Cristiano Ronaldo | 26' | 60' |
| TĐ                      | 9  | Pauleta           |     |     |
| LF                      | 11 | Simão             |     |     |
| Vào thay người:         |    |                   |     |     |
| TV                      | 6  | Costinha          |     | 60' |
| TV                      | 18 | Maniche           |     | 72' |
| TV                      | 10 | Hugo Viana        |     | 83' |
| Huấn luyện viên trưởng: |    |                   |     |     |
| Luiz Felipe Scolari     |    |                   |     |     |

| Cầu thủ xuất sắc nhất trận: Luís Figo (Bồ Đào Nha) Trợ lý trọng tài: Wálter Rial (Uruguay) Pablo Fandino (Uruguay) Trọng tài thứ tư: Kevin Stott (Hoa Kỳ) Trọng tài thứ năm: Chris Strickland (Hoa Kỳ) |

## México v Angola
| México | 0–0      | Angola |
| ------ | -------- | ------ |
|        | Chi tiết |        |

| México | Angola |

| MÉXICO:                 |    |                    |     |     |
|                         |    |                    |     |     |
| TM                      | 1  | Oswaldo Sánchez    |     |     |
| TrV                     | 4  | Rafael Márquez (c) |     |     |
| TrV                     | 5  | Ricardo Osorio     |     |     |
| TrV                     | 3  | Carlos Salcido     |     |     |
| RM                      | 16 | Mario Méndez       |     |     |
| TVG                     | 8  | Pável Pardo        |     |     |
| TVG                     | 6  | Gerardo Torrado    |     |     |
| LM                      | 14 | Gonzalo Pineda     | 59' | 78' |
| TVC                     | 7  | Sinha              |     | 52' |
| TĐ                      | 19 | Omar Bravo         |     |     |
| TĐ                      | 10 | Guillermo Franco   |     | 74' |
| Vào thay người:         |    |                    |     |     |
| TV                      | 21 | Jesus Arellano     |     | 52' |
| TĐ                      | 17 | Francisco Fonseca  |     | 74' |
| TV                      | 11 | Ramón Morales      |     | 78' |
| Huấn luyện viên trưởng: |    |                    |     |     |
| Ricardo Lavolpe         |    |                    |     |     |

| ANGOLA:                 |    |                  |         |     |
|                         |    |                  |         |     |
| TM                      | 1  | João Ricardo     | 86'     |     |
| HVP                     | 20 | Locó             |         |     |
| TrV                     | 3  | Jamba            |         |     |
| TrV                     | 5  | Kali             |         |     |
| HVT                     | 21 | Luís Delgado     | 13'     |     |
| TVL                     | 8  | André Macanga    | 44' 79' |     |
| RM                      | 17 | Zé Kalanga       | 50'     | 83' |
| TVG                     | 11 | Mateus           |         | 68' |
| TVG                     | 7  | Figueiredo       |         | 73' |
| LM                      | 14 | Mendonça         |         |     |
| TĐ                      | 10 | Fabrice Akwa (c) |         |     |
| Vào thay người:         |    |                  |         |     |
| TV                      | 9  | Pedro Mantorras  |         | 68' |
| HV                      | 15 | Rui Marques      |         | 73' |
| TĐ                      | 6  | Miloy            |         | 83' |
| Huấn luyện viên trưởng: |    |                  |         |     |
| Luís Oliveira Gonçalves |    |                  |         |     |

| Cầu thủ xuất sắc nhất trận: João Ricardo (Angola) Trợ lý trọng tài: Carlos Chandia (Chile) Rodrigo González (Chile) Trọng tài thứ tư: Prachya Permpanich (Thái Lan) Trọng tài thứ năm: Eisa Ghoulum (UAE) |

## Bồ Đào Nha v Iran
| Bồ Đào Nha                     | 2–0      | Iran |
| ------------------------------ | -------- | ---- |
| Deco 63' · Ronaldo 80' (ph.đ.) | Chi tiết |      |

| Bồ Đào Nha | Iran |

| BỒ ĐÀO NHA:             |    |                   |       |     |
|                         |    |                   |       |     |
| TM                      | 1  | Ricardo           |       |     |
| HVP                     | 13 | Miguel            |       |     |
| TrV                     | 16 | Ricardo Carvalho  |       |     |
| TrV                     | 5  | Fernando Meira    |       |     |
| HVT                     | 14 | Nuno Valente      |       |     |
| TVG                     | 6  | Costinha          | 61'   |     |
| TVG                     | 18 | Maniche           |       | 66' |
| CP                      | 7  | Luís Figo (c)     |       | 88' |
| TVC                     | 20 | Deco              | 48'   | 80' |
| CT                      | 17 | Cristiano Ronaldo |       |     |
| TĐ                      | 9  | Pauleta           | 45+1' |     |
| Vào thay người:         |    |                   |       |     |
| TV                      | 8  | Petit             |       | 66' |
| TV                      | 19 | Tiago             |       | 80' |
| TV                      | 11 | Simão             |       | 88' |
| Huấn luyện viên trưởng: |    |                   |       |     |
| Luiz Felipe Scolari     |    |                   |       |     |

| IRAN:                   |    |                        |     |     |
|                         |    |                        |     |     |
| TM                      | 1  | Ebrahim Mirzapour      |     |     |
| HVP                     | 13 | Hossein Kaebi          | 73' |     |
| TrV                     | 5  | Rahman Rezaei          |     |     |
| TrV                     | 4  | Yahya Golmohammadi (c) | 88' | 88' |
| HVT                     | 20 | Mohammad Nosrati       |     |     |
| TVG                     | 6  | Javad Nekounam         | 20' |     |
| TVG                     | 14 | Andranik Teymourian    |     |     |
| CP                      | 2  | Mehdi Mahdavikia       |     |     |
| TVC                     | 8  | Ali Karimi             |     | 65' |
| CT                      | 21 | Mehrzad Madanchi       | 32' | 66' |
| TĐ                      | 9  | Vahid Hashemian        |     |     |
| Vào thay người:         |    |                        |     |     |
| TV                      | 7  | Ferydoon Zandi         |     | 65' |
| TĐ                      | 11 | Rasoul Khatibi         |     | 66' |
| HV                      | 3  | Sohrab Bakhtiarizadeh  |     | 88' |
| Huấn luyện viên trưởng: |    |                        |     |     |
| Branko Ivanković        |    |                        |     |     |

| Cầu thủ xuất sắc nhất trận: Deco (Bồ Đào Nha) Trợ lý trọng tài: Mohamed Guezzaz (Maroc) Brahim Djezzar (Algérie) Trọng tài thứ tư: Lionel Dagorne (Pháp) Trọng tài thứ năm: Vincent Texier (Pháp) |

## Bồ Đào Nha v México
| Bồ Đào Nha                     | 2–1      | México      |
| ------------------------------ | -------- | ----------- |
| Maniche 6' · Simão 24' (ph.đ.) | Chi tiết | Fonseca 29' |

| Bồ Đào Nha | México |

| BỒ ĐÀO NHA:             |    |                  |       |     |
|                         |    |                  |       |     |
| TM                      | 1  | Ricardo          |       |     |
| HVP                     | 13 | Miguel           | 26'   | 61' |
| TrV                     | 5  | Fernando Meira   |       |     |
| TrV                     | 16 | Ricardo Carvalho |       |     |
| HVT                     | 3  | Marco Caneira    |       |     |
| TVG                     | 18 | Maniche          | 69'   |     |
| TVG                     | 8  | Petit            |       |     |
| CP                      | 7  | Luís Figo (c)    |       | 80' |
| TVC                     | 19 | Tiago            |       |     |
| CT                      | 11 | Simão            |       |     |
| TĐ                      | 23 | Hélder Postiga   |       | 70' |
| Vào thay người:         |    |                  |       |     |
| HV                      | 2  | Paulo Ferreira   |       | 61' |
| TĐ                      | 21 | Nuno Gomes       | 90+1' | 70' |
| TĐ                      | 15 | Luís Boa Morte   | 88'   | 80' |
| Huấn luyện viên trưởng: |    |                  |       |     |
| Luiz Felipe Scolari     |    |                  |       |     |

| MÉXICO:                 |    |                            |         |     |
|                         |    |                            |         |     |
| TM                      | 1  | Oswaldo Sánchez            |         |     |
| TrV                     | 4  | Rafael Márquez (c)         | 65'     |     |
| TrV                     | 5  | Ricardo Osorio             |         |     |
| TrV                     | 3  | Carlos Salcido             |         |     |
| RM                      | 16 | Mario Méndez               |         | 80' |
| TVG                     | 22 | Francisco Javier Rodríguez | 22'     | 46' |
| TVG                     | 8  | Pável Pardo                |         |     |
| LM                      | 14 | Gonzalo Pineda             |         | 69' |
| TVC                     | 23 | Luis Ernesto Pérez         | 27' 61' |     |
| TVC                     | 19 | Omar Bravo                 |         |     |
| TĐ                      | 17 | Francisco Fonseca          |         |     |
| Vào thay người:         |    |                            |         |     |
| TV                      | 7  | Sinha                      | 86'     | 46' |
| HV                      | 15 | José Antonio Castro        |         | 69' |
| TĐ                      | 10 | Guillermo Franco           |         | 80' |
| Huấn luyện viên trưởng: |    |                            |         |     |
| Ricardo Lavolpe         |    |                            |         |     |

| Cầu thủ xuất sắc nhất trận: Francisco Fonseca (México) Trợ lý trọng tài: Roman Slysko (Slovakia) Martin Balko (Slovakia) Trọng tài thứ tư: Essam Abd El Fatah (Ai Cập) Trọng tài thứ năm: Mamadou Ndoye (Sénégal) |

## Iran v Angola
| Iran               | 1–1      | Angola     |
| ------------------ | -------- | ---------- |
| Bakhtiarizadeh 75' | Chi tiết | Flávio 60' |

| Iran | Angola |

| IRAN:                   |    |                       |       |     |
|                         |    |                       |       |     |
| TM                      | 1  | Ebrahim Mirzapour     |       |     |
| HVP                     | 13 | Hossein Kaebi         |       | 67' |
| TrV                     | 3  | Sohrab Bakhtiarizadeh |       |     |
| TrV                     | 5  | Rahman Rezaei         |       |     |
| HVT                     | 20 | Mohammad Nosrati      |       | 13' |
| TVG                     | 14 | Andranik Teymourian   | 55'   |     |
| TVG                     | 7  | Ferydoon Zandi        | 90+1' |     |
| CP                      | 2  | Mehdi Mahdavikia      |       |     |
| TVC                     | 9  | Vahid Hashemian       |       | 39' |
| CT                      | 21 | Mehrzad Madanchi      | 37'   |     |
| TĐ                      | 10 | Ali Daei (c)          |       |     |
| Vào thay người:         |    |                       |       |     |
| TV                      | 23 | Masoud Shojaei        |       | 13' |
| TĐ                      | 11 | Rasoul Khatibi        |       | 39' |
| TĐ                      | 15 | Arash Borhani         |       | 67' |
| Huấn luyện viên trưởng: |    |                       |       |     |
| Branko Ivanković        |    |                       |       |     |

| ANGOLA:                 |    |              |     |     |
|                         |    |              |     |     |
| TM                      | 1  | João Ricardo |     |     |
| HVP                     | 20 | Loco         | 22' |     |
| TrV                     | 3  | Jamba        |     |     |
| TrV                     | 5  | Kali         |     |     |
| HVT                     | 21 | Delgado      |     |     |
| TVG                     | 7  | Figueiredo   |     | 73' |
| TVG                     | 6  | Miloy        |     |     |
| CP                      | 17 | Zé Kalanga   | 67' |     |
| TVC                     | 11 | Mateus       |     | 23' |
| CT                      | 14 | Mendonça     | 46' |     |
| TĐ                      | 10 | Akwa (c)     |     | 51' |
| Vào thay người:         |    |              |     |     |
| TĐ                      | 18 | Love         |     | 23' |
| TĐ                      | 16 | Flávio       |     | 51' |
| HV                      | 15 | Rui Marques  |     | 73' |
| Huấn luyện viên trưởng: |    |              |     |     |
| Luís Oliveira Gonçalves |    |              |     |     |

| Cầu thủ xuất sắc nhất trận: Zé Kalanga (Angola) Trợ lý trọng tài: Nathan Gibson (Úc) Ben Wilson (Úc) Trọng tài thứ tư: Carlos Simon (Brasil) Trọng tài thứ năm: Aristeu Tavares (Brasil) |